# Halsou
Halsou (baskisch Haltsu) ist eine französische Gemeinde mit 605 Einwohnern (Stand 1. Januar 2022) im Département Pyrénées-Atlantiques in der Region Nouvelle-Aquitaine.

## Geografie

### Lage
Das Dorf liegt im Nivetal, nahe an der Grenze zu Spanien und etwa 15 km von der Atlantikküste entfernt.

### Nachbargemeinden
- Jatxou im Norden
- Hasparren im Osten
- Cambo-les-Bains im Südosten
- Larressore im Südwesten

## Kultur und Sehenswürdigkeiten
Die Kirche Notre Dame de l'Assomption mit ihrem Glockengiebel stammt aus dem 16. Jahrhundert und wurde im 18. Jahrhundert erweitert. Hier findet seit mehreren Jahren jeweils im Juli das Barockmusikfestival »La Dame des Aulnes« statt. Der Legende nach wurde die Kirche in Halsou errichtet, nachdem ein Mädchen auf dem Weg zur Messe nach Larressore beim Überqueren der Nive ertrank.

## Geschichte
Der baskische Name Haltsu weist etymologisch auf ein von Erlen bewachsenes Gebiet hin. Halsou gehörte zur historischen baskischen Provinz Lapurdi (frz.: Labourd), die 1453 zusammen mit anderen Teilen Aquitaniens zur Domaine royal (Krondomäne) kam.

## Wirtschaft und Infrastruktur
Halsou liegt im Einzugsgebiet von Bayonne (aire urbaine de Bayonne). 2006 wurden ca. 73 % der Einwohner zur erwerbstätigen Bevölkerung gerechnet. Davon waren 5,8 % arbeitslos. Über 80 % der Erwerbstätigen sind Auspendler.
Der Ort ist eine der zehn Gemeinden, die die baskische Gewürzpaprika Piment d’Espelette unter der Herkunftsbezeichnung Appellation d’Origine Contrôlée (AOC) anbauen und vertreiben dürfen.
Halsou liegt an der Bahnstrecke von Bayonne nach Saint-Jean-Pied-de-Port. Der Bahnhof Halsou-Larressore befindet sich auf dem Gebiet der Gemeinde Halsou.
Der Ort verfügt über eine katholische bilinguale Grundschule in privater Trägerschaft.

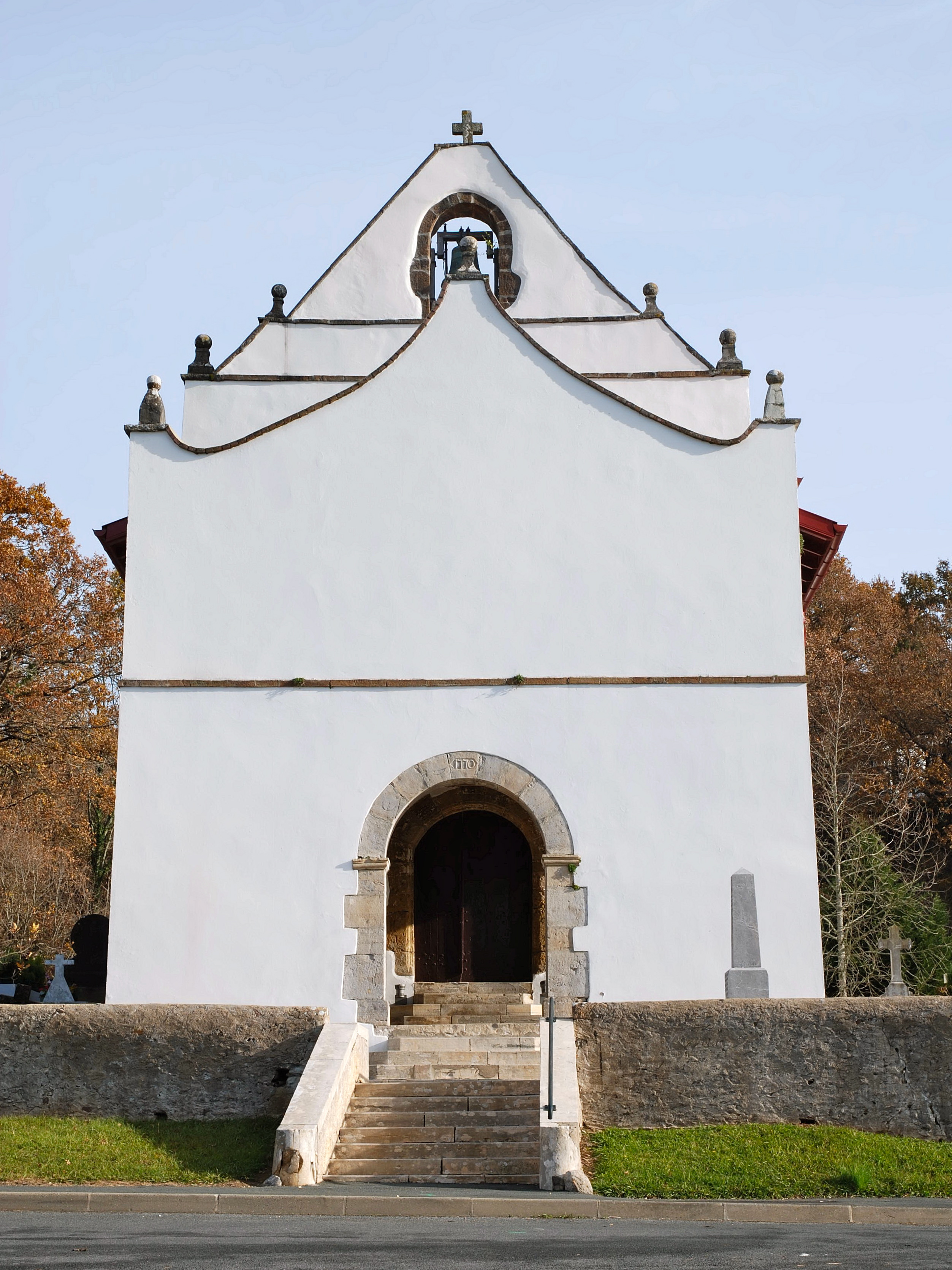
Glockengiebel der Kirche Notre-Dame
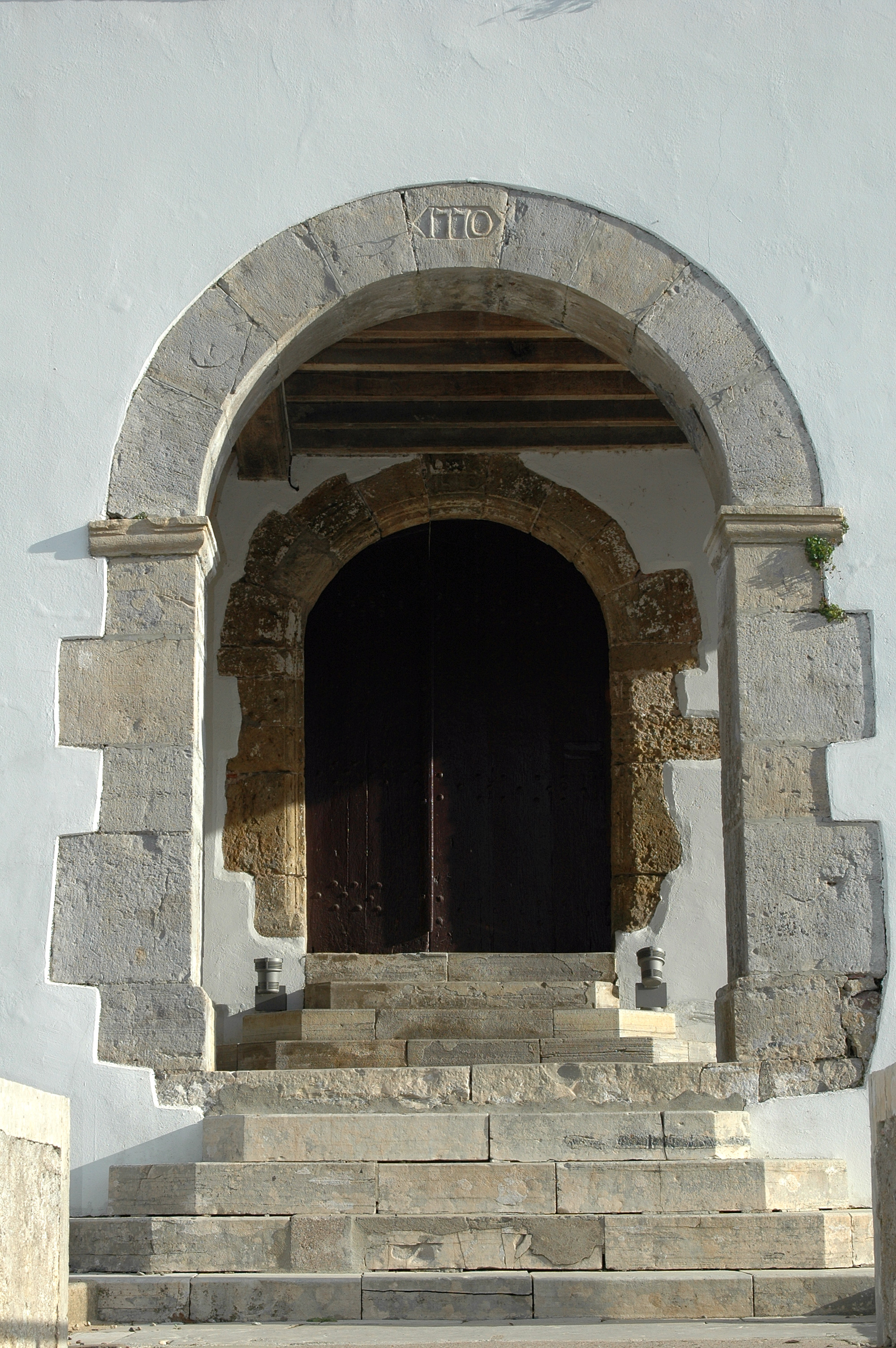
Portal der Kirche Notre-Dame
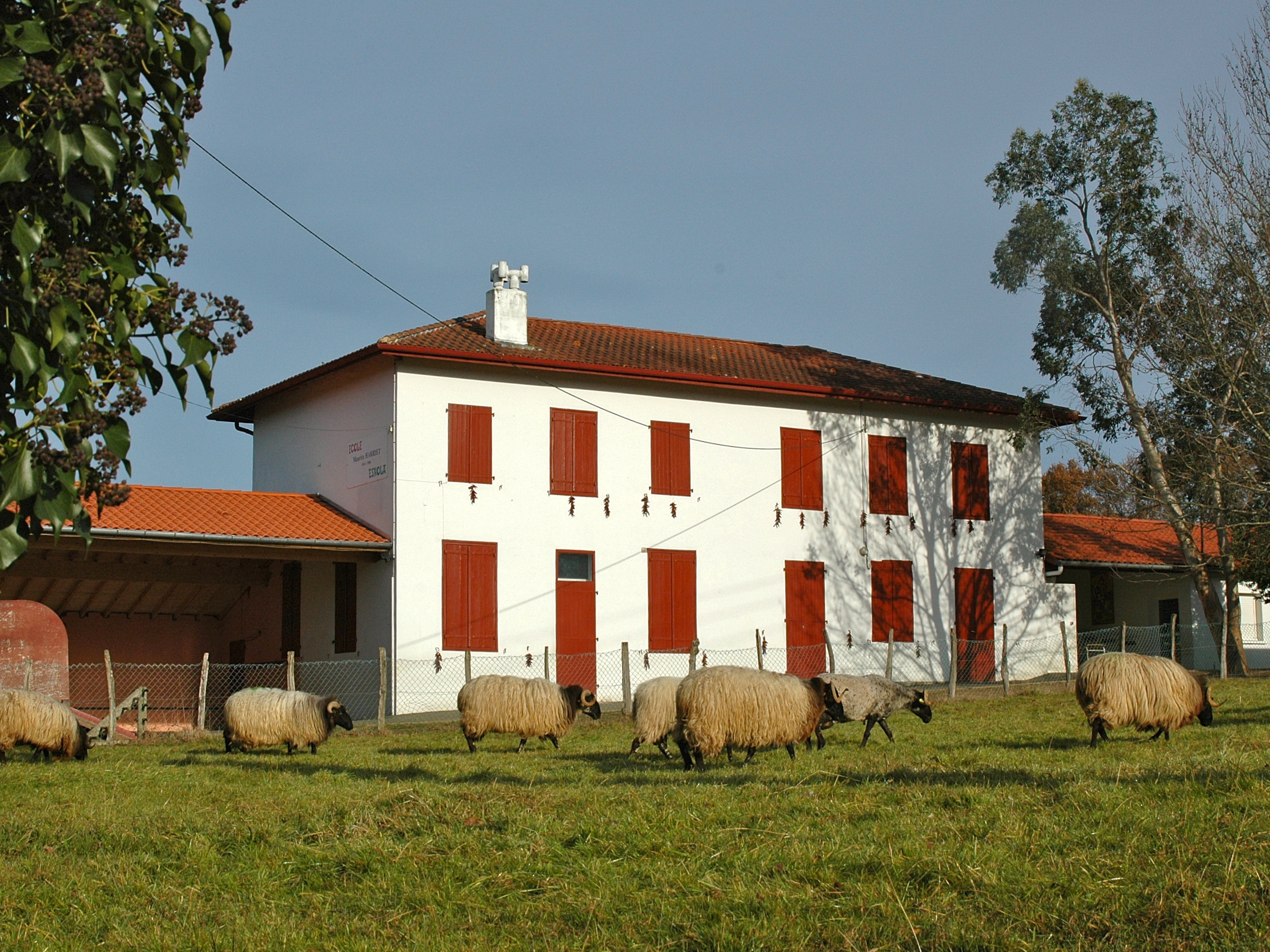
Grundschule »Maurice Harriet«